# Clara Maffei
Elena Chiara Maria Antonia Carrara Spinelli (Bèrgam, 13 de març de 1814 – Milà, 13 de juliol de 1886) fou una salonnière i mecenes italiana, més coneguda com a Clara o Chiara Maffei, pel cognom del marit, el noble Andrea Maffei. El seu saló milanès va ser lloc de trobada d'artistes i polítics italians, aristòcrates i burgesos, en l'època de la unificació d'Itàlia, i es va constituir durant molts anys en punt neuràlgic de les elits italianes i europees que passaven per la ciutat.

## Biografia

### Orígens familiars i primers anys
Va néixer com a filla única de pares pertanyents a dues famílies aristocràtiques, en un edifici de via Arena, a la Ciutat Alta. El seu pare, Giovanni Battista Carrara-Spinelli, descendia de la família Carrara de Bèrgam, i més concretament de la família Carrara-Spinelli de Clusone, que ostentava el títol de comte a partir de 1721. Preceptor particular en cases il·lustres, com la de la duquessa Camilla Litta Visconti-Arese, va ser un dramaturg i poeta d'una certa fama entre els seus contemporanis.

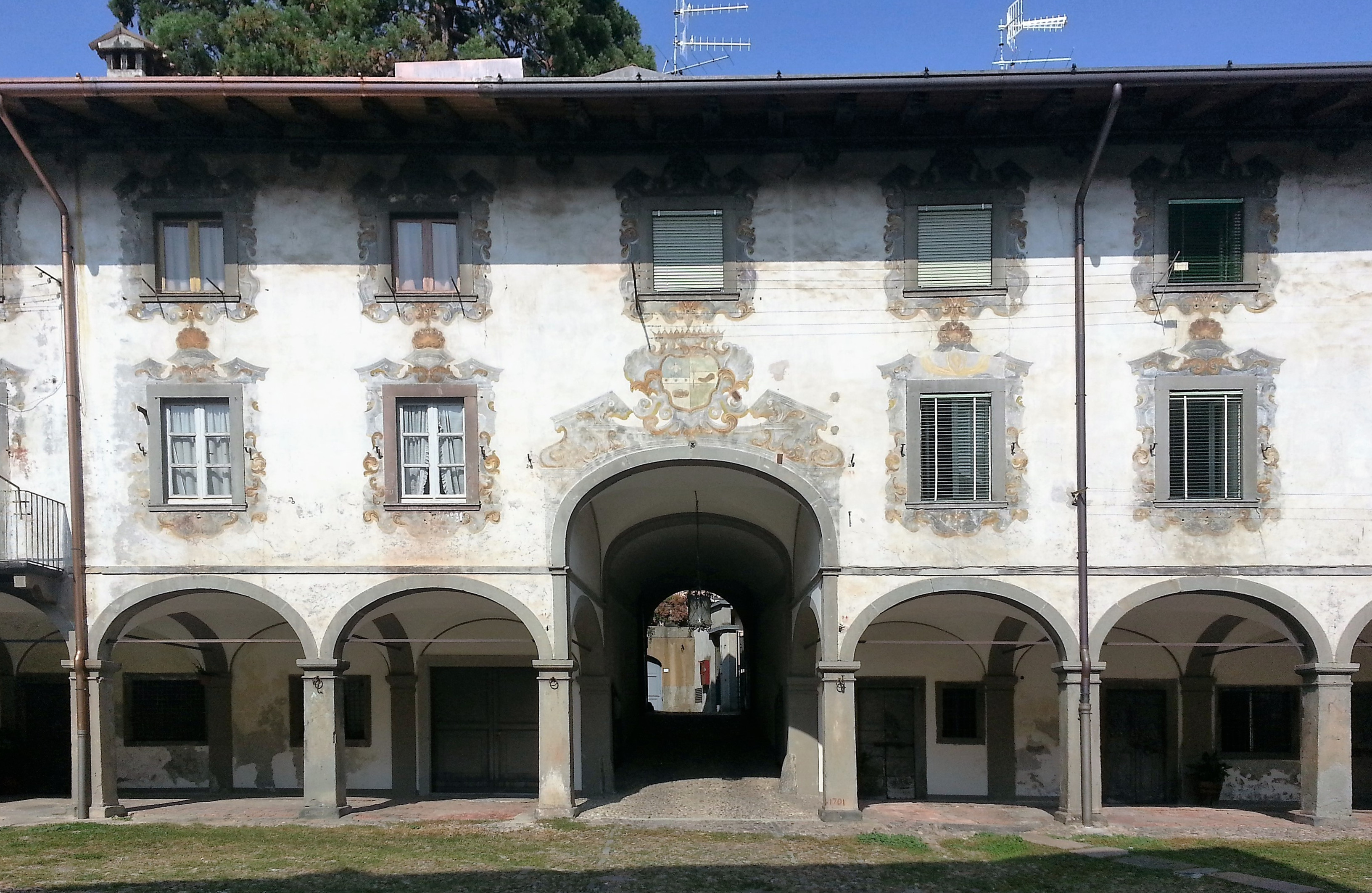
Frescos a la paret est del palau Carrara Spinelli de Clusone

La seva mare, Ottavia Gàmbara, comptava amb personatges rellevants entre els seus avantpassats, com la poeta del segle XVI Verònica Gàmbara, dos cardenals i la beata Gàmbara Costa. La família tenia un feu propi a Pralboino -a la zona de Brescia. Ella mateixa duia el nom de Clara en honor de la seva àvia materna, Chiara Trinali, poeta d'inspiració victoriana.

Quan tenia nou anys, la seva mare va marxar de casa per viure amb un altre home, i el comte va decidir traslladar-se a Milà. Ottavia va confiar la seva filla a la comtessa Mosconi a Verona, on va estudiar al Col·legi dels Àngels i va establir una forta i eterna amistat amb la filla de la comtessa, Teresa Mosconi, sis anys més gran. Clara Maffei mantingué la relació amb la seva mare, que anava a visitar-la de tant en tant, però va morir aviat.

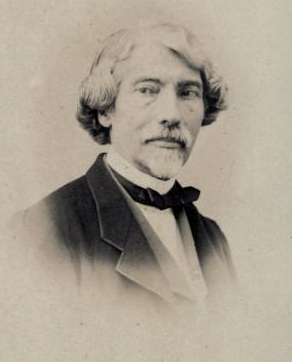
Andrea Maffei

## El naixement del saló
Després de la mort de la seva mare el seu pare va portar-la a Milà, a l'institut educatiu de Madame Garnier, per continuar els estudis. El març de 1832 es va casar amb Andrea Maffei, un poeta trentí conegut a la ciutat i en particular en els cercles socials, que el seu pare li havia presentat, setze anys més gran que ella, que pertanyia a una família el rang nobiliari de la qual era inferior al dels Spinelli de Carrara. El casament va fer que Clara Maffei perdés el títol de comtessa, tot i que tothom la hi continuaria considerant.

Van anar a viure a via Tre Monasteri (més tard via del Monte di Pietà), i el naixement d'una filla va semblar consolidar, momentàniament, una relació matrimonial poc venturosa, però moriria poc després de néixer. Aleshores el seu pare i el seu marit van fer reunir a casa seva alguns poetes i intel·lectuals populars per intentar consolar-la. Tommaso Grossi i Massimo d'Azeglio van ser els visitants més freqüents i van formar el nucli original del saló Maffei, destinat en poc temps a convertir-se en punt de trobada dels patriotes de la ciutat. El freqüentaren també Alessandro Manzoni, Tommaso Grossi, Massimo d'Azeglio, Carlo Cattaneo, Francesco Hayez, Giuseppe Giusti, Tullio Dandolo, Marco Minghetti...

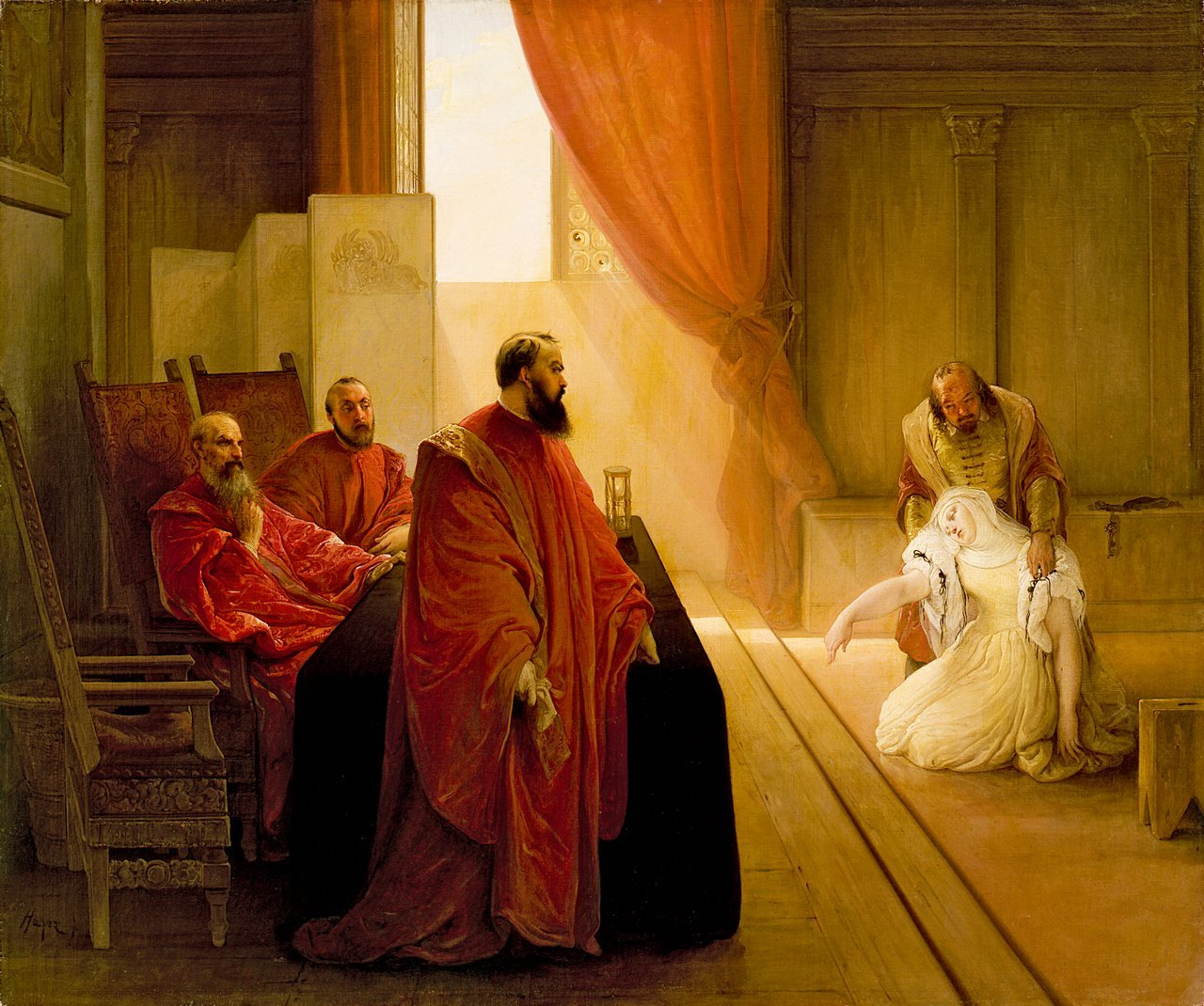
Hayez, Valenza Gradenigo davanti agli inquisitori (1835)

La primera època del saló, però, va ser gairebé exclusivament artística, però aviat les converses van passar a temes méspolítics. A mesura que el govern austríac es va fer més opressiu, els convidats de Salotto Maffei es comprometeren amb la unitat d'Itàlia. El pintor venecià Francesco Hayez freqüentava la casa cada dia després de treballar a l'estudi, cap al vespre. El 1835 va regalar a la comtessa el llenç de Valenza Gradenigo davant dels inquisidors, que a partir d'aleshores el quadre va ocupar un lloc destacat a totes les cases on la comtessa visqué.
En poc temps la fama del saló es va estendre per tota la ciutat i fins i tot fora de Milà. El mèrit, a més de les nombroses relacions intel·lectuals del seu marit, va ser en gran part d'ella, per l'amabilitat, discreció i intel·ligència amb què feia que tots els hostes estiguessin a gust: «Sense ostentació, ni afectació, ni esforç: semblava nascuda per rebre, per guiar una conversa, per aniquilar hàbilment la fricció, en el fragor de les discussions».
En saber, el febrer de 1837, de l'arribada d'Honoré de Balzac a Milà, el va acollir amb tots els honors a casa seva. La relació amb el novel·lista francès va ser especial: «cap dona m'havia produït una impressió tan viva, profunda i instantània", escriuria. Balzac va passar a formar part del cercle dels íntims, és a dir, dels que ingressaven a la sala fins i tot a les hores del matí, en un context totalment informal. Quan va marxar de Milà va mantenir-hi una correspondència que no va cessar. Més tard, Balzac li dedicaria el conte La Fausse Maîtresse, un text destinat a celebrar els valors de l'amistat, en el qual Clara Maffei és reconeixible en el personatge de la comtessa Clémentine.

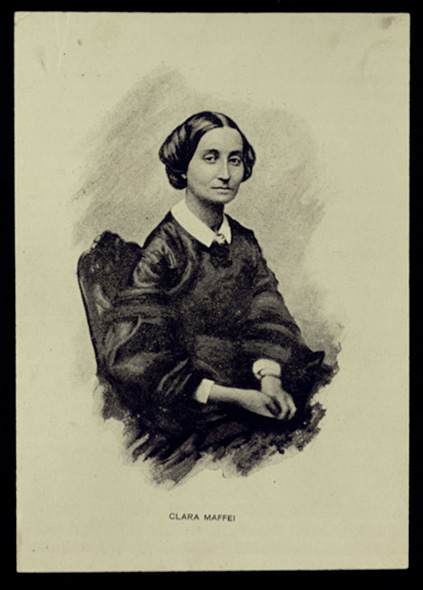
Retrat de Clara Maffei, salonnière (1814-1886).

L'any 1838 va rebre al saló el compositor hongarès Franz Liszt, que va arribar a la ciutat en companyia de la seva amant embarassada (la comtessa Marie d'Agoult, que va acollir a casa seva.
Al 1842 rebria també Giuseppe Verdi, que acabava de triomfar a La Scala, posant en escena Nabucco, que li obria una carrera extraordinària. El més gran compositor italià de la segona meitat del segle XIX es va convertir en visitant habitual de la casa i establí amb Clara Maffei una amistat que duraria tota la vida i que es concretaria amb una densa correspondència que s'ha conservat.
L'arribada al saló de Carlo Tenca, a principis de 1844, va donar pas a una relació amb la comtessa que seria llarga i duradora, amb la qual cosa la parella Maffei s'esfondrà definitivament i es va separar de mutu acord el juny de 1846.

### El paper de Clara Maffei i el saló al Risorgimento
S'instal·là en una casa al primer pis del número 46 del carrer Giardini (ara via Manzoni). Al saló Maffei s'hi exposaven les opinions divergents dels assistents habituals, i s'hi van viure intensament els Cinc dies de Milà, ja que molts dels seus assidus havien participat activament en els combats. Els debats al consistori durant el dia continuaven al vespre a casa de la comtessa, entre els partidaris del bàndol monàrquic i els pro-mazzinians, com la mateixa amfitriona. Davant dels esdeveniments, molts nobles i amics de Maffei van fugir a Suïssa, principalment a Lugano, on es trobava Giuseppe Mazzini, entre els quals Carlo Tenca i ella mateixa.

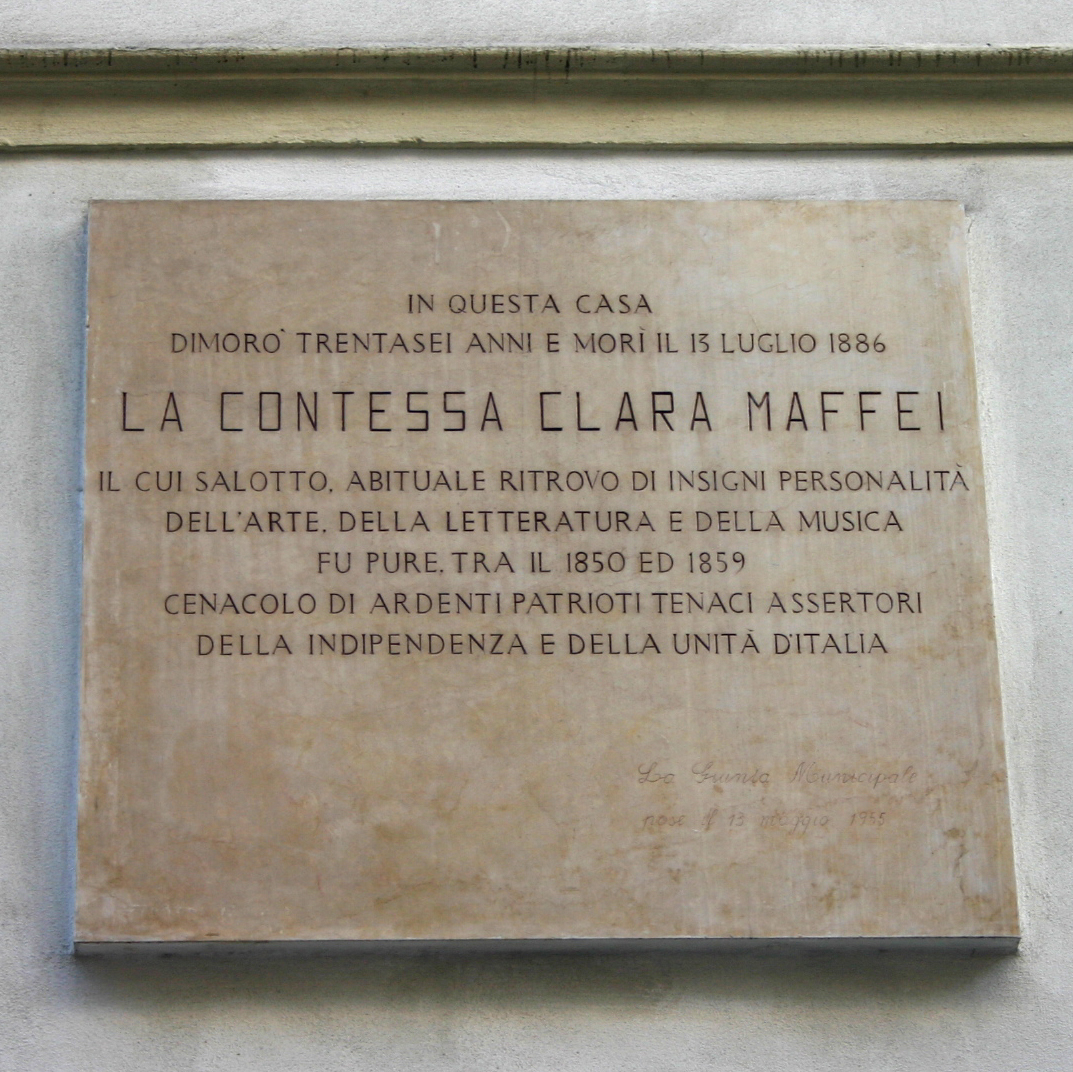
Placa commemorativa on fou casa seva, a la Via Bigli

Retornada a Milà l'any 1850, Maffei va reobrir casa seva, traslladada a la Via Bigli, a artistes i escriptors, entre els quals vells i nous coneguts. Giovanni i Emilio Visconti Venosta esdevingueren convidats gairebé diaris, juntament amb Saulina Barbavara i Giulietta Pezzi, Arrigo Boito, Aleardo Aleardi o Luigi Calamatta, i els patriotes més actius d'aquells anys, als quals s'afegien els que passaven per Milà: Verdi, Giuseppe Finzi, Giuseppe Zanardelli. Entre esperances i decepcions, el saló continuà acollint debats acalorats i plens de confiança, mentre Maffei, abandonant la seva posició de partidària radical del fundador de la Jove Itàlia, Giuseppe Mazzini, s'allunyava cada cop més de les seves posicions per convertir-se en partidària de Víctor Manuel II i fer costat als Savoia.

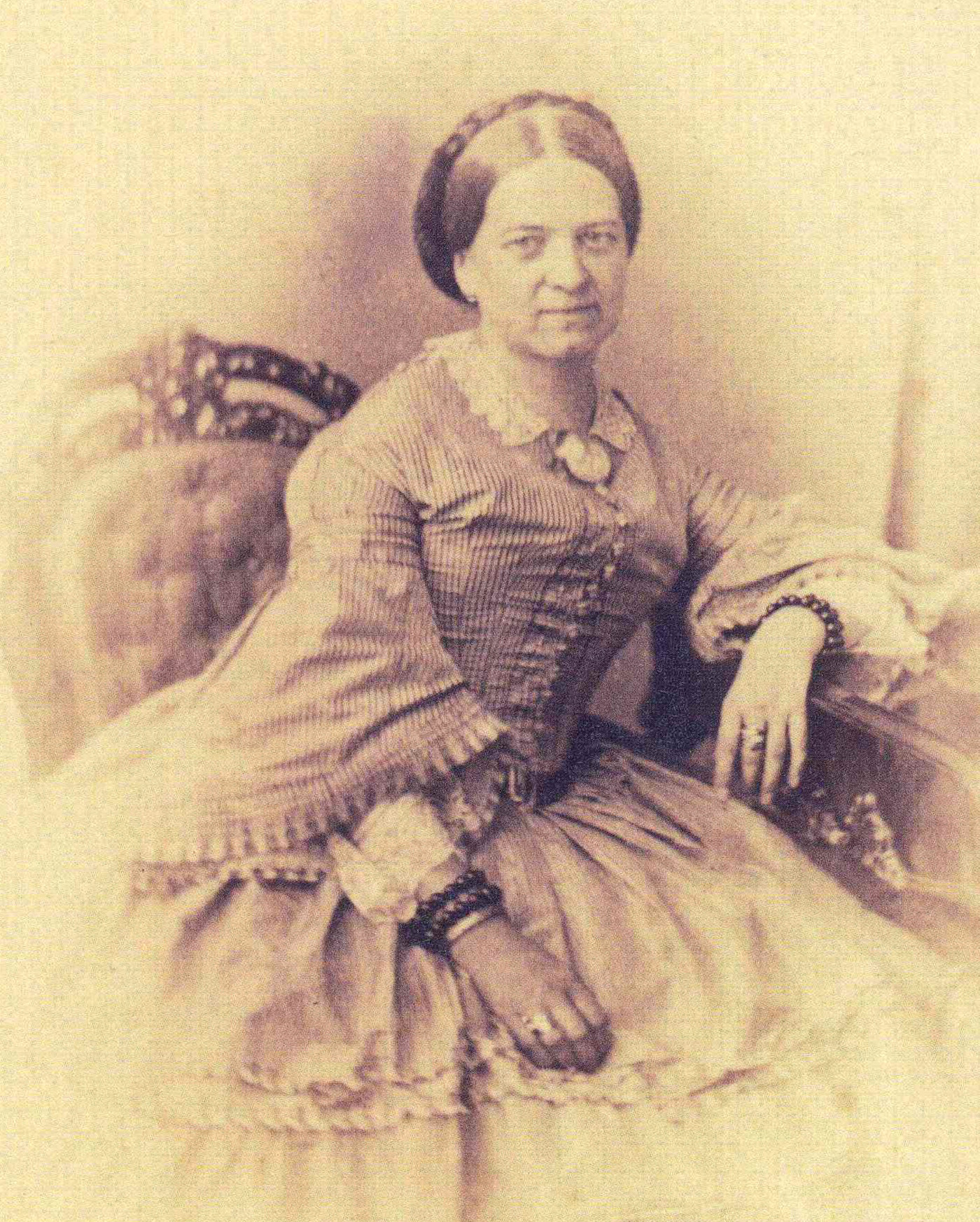
Retrat de la comtessa Maffei, d'Alphonse Bernoud

La trobada amb Giovanni Visconti Venosta fou important perquè hi va establir una amistat duradora i, anys més tard, Les Memòries de la joventut escrites per Venosta al final de la seva vida, aportarien una font de primera mà de la història del saló.
El 1868, gràcies a la intercessió de Clara Maffei, Giuseppe Verdi va poder conèixer Alessandro Manzoni. La comtessa va morir de meningitis el 1886. Va ser enterrada al cementiri Monumental de Milà.

## Reconeixements
L'any 2015 el municipi de Milà va decidir inscriure el seu nom al Panteó de Milà, dins del Cementiri Monumental.
A diverses ciutats com Milà, Bèrgam o Clusone se li han dedicat carrers i escoles.